# McLean Ridge
McLean Ridge är en bergstopp i Antarktis. Den ligger i Östantarktis. Australien gör anspråk på området. Toppen på McLean Ridge är 1 535 meter över havet, eller 374 meter över den omgivande terrängen. Bredden vid basen är 4,6 km.
Terrängen runt McLean Ridge är huvudsakligen platt, men åt nordost är den kuperad. Trakten är obefolkad. Det finns inga samhällen i närheten.